# Rihanna: Live in Concert Tour
Tournées par Rihanna
Rihanna’s Secret Body Spray Tour The Good Girl Gone Bad Tour
The Rihanna: Live in Concert Tour a été la première tournée de concerts de la chanteuse barbadienne Rihanna.

## Premières parties
- Field Mob (select dates)
- Jeannie Ortega (select dates)
- J-Status (select dates)
- Ciara (select dates)
- Yung Joc (select dates)
- Trey Songz (select dates)
- Sean Paul (select dates)

## Liste des chansons
1. "Pon de Replay"
2. "If It's Lovin' that You Want"
3. "You Don't Love Me (No, No, No)"
4. Medley:
  1. "Crazy Little Thing Called Love"
  2. "Here I Go Again"
5. "We Ride"
6. "Break It Off"
7. "Unfaithful"
8. "Let Me"
9. "Kisses Don't Lie"
10. "That La, La, La"
11. "P.S. (I'm Still Not Over You)"
12. "Redemption Song" (Bob Marley cover)
13. "A Girl like Me"
14. "SOS"

## Dates et lieux des concerts
| Date               | Ville            | Pays       | Salle                                |
| ------------------ | ---------------- | ---------- | ------------------------------------ |
| Amérique du Nord   |                  |            |                                      |
| 30 juin 2006       | San Francisco    | États-Unis | Mezzanine                            |
| 1er juillet 2006   | San Diego        | États-Unis | House of Blues                       |
| 2 juillet 2006     | Los Angeles      | États-Unis | House of Blues                       |
| 3 juillet 2006     | Las Vegas        | États-Unis | House of Blues                       |
| 5 juillet 2006     | Salt Lake City   | États-Unis | Vortex Night Club                    |
| 7 juillet 2006     | Minneapolis      | États-Unis | Quest Club                           |
| 9 juillet 2006     | Milwaukee        | États-Unis | Eagles Ballroom                      |
| 10 juillet 2006    | Cleveland        | États-Unis | House of Blues                       |
| 13 juillet 2006    | Allentown        | États-Unis | Crocodile Rock Cafe                  |
| 14 juillet 2006    | Ottawa           | Canada     | LCI Fields                           |
| 15 juillet 2006    | Belleville       | Canada     | Matt and Joe's Nightclub             |
| 16 juillet 2006    | Vaughan          | Canada     | Kingswood Music Theatre              |
| 18 juillet 2006    | Darien           | États-Unis | Darien Lake Performing Art Center    |
| 21 juillet 2006    | Valdosta         | États-Unis | All-Star Amphitheater                |
| 22 juillet 2006    | Montego Bay      | Jamaïque   | Catherine Hall Sports Complex        |
| 23 juillet 2006    | Winter Haven     | États-Unis | Star Haven Amphitheatre              |
| 26 juillet 2006    | Atlanta          | États-Unis | Coca-Cola Roxy Theatre               |
| 28 juillet 2006    | Baltimore        | États-Unis | Rams Head Live!                      |
| 29 juillet 2006    | Toms River       | États-Unis | Toms River High School North Grounds |
| 30 juillet 2006    | Atlantic City    | États-Unis | House of Blues                       |
| 1er août 2006      | New York         | États-Unis | Nokia Theatre Times Square           |
| 2 août 2006        | Englewood        | États-Unis | Bergen Performing Arts Center        |
| 3 août 2006        | Boston           | États-Unis | Avalon Nightclub                     |
| 5 août 2006        | Mashantucket     | États-Unis | MGM Grand at Foxwoods                |
| 6 août 2006        | Providence       | États-Unis | Lupo's Heartbreak Hotel              |
| 8 août 2006        | Jackson          | États-Unis | Jackson County Fairgrounds           |
| 10 août 2006       | Chicago          | États-Unis | Park West                            |
| 11 août 2006       | Milwaukee        | États-Unis | The Rave                             |
| 17 août 2006       | Gilford          | États-Unis | Meadowbrook Musical Arts Center      |
| 19 août 2006       | Gatineau         | Canada     | Parc de la Baie                      |
| 1er septembre 2006 | Jackson          | États-Unis | Northern Star Arena                  |
| 2 septembre 2006   | Buffalo          | États-Unis | Club Infinity                        |
| 3 septembre 2006   | Sterling Heights | États-Unis | Freedom Hill Amphitheater            |
| 16 septembre 2006  | Pomona           | États-Unis | Los Angeles County Fairgrounds       |
| 22 septembre 2006  | Atlantic City    | États-Unis | House of Blues                       |
| 29 septembre 2006  | St. Louis        | États-Unis | Bauman-Eberhardt Center              |

## Roc Tha Block Tour
Une tournée de concerts mettant en vedette Jay-Z, Ne-Yo ainsi que Rihanna pendants trois soirs, qui ont eu lieu dans trois villes différentes D'Australie en 2006.
| Date             | City      | Region | Venue                         |
| ---------------- | --------- | ------ | ----------------------------- |
| Australia        |           |        |                               |
| October 25, 2006 | Sydney    | NSW    | Sydney Entertainment Centre   |
| October 26, 2006 | Brisbane  | QLD    | Brisbane Entertainment Centre |
| October 28, 2006 | Melbourne | VIC    | Rod Laver Arena               |